# قوم‌قورغان
قوم‌قورغان (به ازبکی: Kumkurgan) یک منطقهٔ مسکونی در ازبکستان است که در ولایت سرخان‌دریا واقع شده است. قوم‌قورغان ۱۲٬۳۰۰ نفر جمعیت دارد.